# Ekely

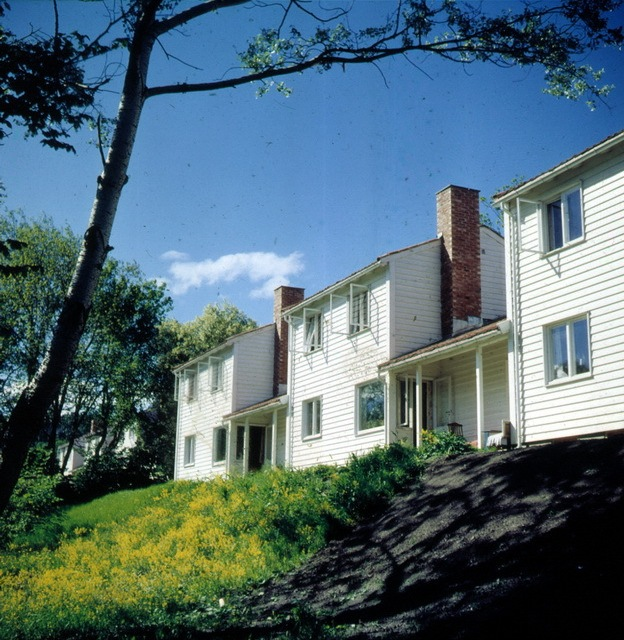
Ekely

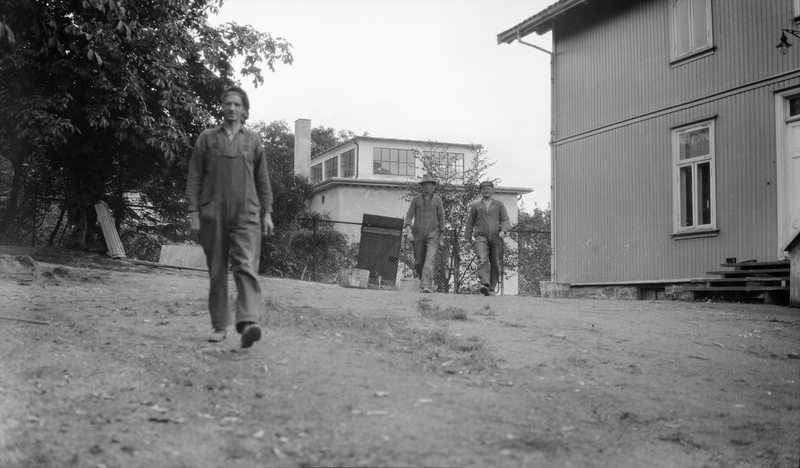
Ekely zwischen den 1920er und 1930er Jahren mit Munchs Winteratelier im Hintergrund.

Ekely ist eine Künstlerkolonie im Stadtteil Ullern in Oslo. Es ist bekannt als letzter Wohnsitz des Malers Edvard Munch, der dort von 1916 bis zu seinem Tode lebte. Munchs Haus, eine Villa aus den 1870er Jahren, wurde 1960 abgerissen. Auf dem Gelände stehen heute Häuser mit Ateliers für Künstler, entworfen von dem Architekten Jens Selmer und im Auftrag der Stadt Oslo seit 1951 errichtet.

## Zu Munchs Zeiten
Das Grundstück, das Munch 1916 kaufte, war eine Gärtnerei gewesen; es war über 40.000 Quadratmeter groß. Dem im Schweizer Stil 1897 für den Stadtgärtner A. M. Petterson gebauten Haupthaus waren mehrere Nebenbauten hinzugefügt worden. Munch wohnte bis zu seinem Tod am 23. Januar 1944 in dem Haus. Viele Bilder aus den letzten Jahrzehnten seines Schaffens beruhen auf Motiven aus Ekely. Der Garten und das Lusthaus sind von mehreren Bildern bekannt, die Inneneinrichtung bot den Hintergrund für viele späte Selbstporträts. Munch stellte seine Staffelei in den ersten Jahren sowohl in Nebengebäuden als auch in neuen provisorischen Anbauten auf, bis er 1929 sein permanentes Winteratelier bauen ließ, entworfen von seinem Freund, dem Architekten Henrik Bull. Dieses Atelier ist das einzige Gebäude von Munchs Ekely, das heute noch besteht.

## Nach Munch
Nach Munchs Tod wurden die Gebäude von der Stadt Oslo gekauft. Munch hatte seine Bilder, Zeichnungen, Drucke und Grafiken der Stadt Oslo vermacht, die sein Atelier als Restaurierungswerkstatt und Magazin benutzte, bis die Sammlung ins Munch-Museum umziehen konnte.
Es wurde beschlossen, auf dem Gelände eine Künstlerkolonie für Maler, Bildhauer, Zeichner und Grafiker zu begründen. In den 1950er Jahren wurden 44 von Jens Selmer entworfene Gebäude errichtet. Man kann dort als Künstler leben, erwirbt aber kein Eigentum. In Ekely lebten u. a. die Künstler Anders Petersen, Otto Eglau, Ralf Tekaat, Per Ung, Thorbjørn Egner, Heinz Friedrich und Uwe Bangert.
Während des Baus beschloss die Stadt Oslo, die bestehenden Wohnhäuser abzureißen, um Platz für die Parkplätze von Besuchern des Ateliers von Munch zu schaffen. Nur wenige Stimmen wurden laut, dass man das Haus als Denkmal für Norwegens berühmtesten Künstler behalten sollte. Das Winteratelier wurde bis 1986 für verschiedene Ausstellungen genutzt, danach wurde es an Künstler vermietet. Heute wird es von einer Stiftung betreut, die 2006 dort wieder Ausstellungen organisierte. Das Atelier, der Garten und die Künstlerhäuser stehen seit 1991 unter Denkmalschutz.